# انتخابات ریاست‌جمهوری سری‌لانکا (۲۰۲۲)
انتخابات ریاست جمهوری ۲۰۲۲ سریلانکا در ۲۰ ژوئیه ۲۰۲۲ بدنبال استعفای رئیس‌جمهور سابق گوتابایا راجاپاکسا در ۱۴ژوئیه، برگزار گردید. رئیس‌جمهور سری‌لانکا توسط پارلمان سری‌لانکا با رای‌گیری مخفی انتخاب شد تا باقی‌مانده دوره ریاست‌جمهوری سلف خود را تکمیل کند. نامزدها یک روز قبل از برگزاری انتخابات در تاریخ ۱۹ ژوئیه به پارلمان معرفی شدند.
رانیل ویکرمسینگه با ۱۳۴ رای برنده انتخابات شد و به عنوان نهمین رئیس‌جمهور (هشتمین رئیس‌جمهور اجرایی) سری‌لانکا انتخاب شد. این انتخابات که در بحبوحه یک بحران سیاسی برگزار گردید، برای اولین بار در تاریخ سری‌لانکا بود که رای‌گیری برای انتخاب رئیس‌جمهور در پارلمان گرفت.